# Trekvaart Haarlem-Leiden
De Trekvaart Haarlem-Leiden, ook wel bekend onder de namen Leidsevaart en Leidse Trekvaart, voor het traject Haarlem - Lisse, en Haarlemmertrekvaart voor het traject Lisse-Leiden. Het was een belangrijke route voor trekschuiten tussen Haarlem en Leiden, door de Bollenstreek.

## Ligging
De vaart begint in Haarlem bij de voormalige Zijlpoort aan de Zijlsingel en in Leiden bij de voormalige Marepoort. Van noord naar zuid gaat de vaart langs Heemstede, Bennebroek, Vogelenzang, Hillegom, Lisse, Noordwijkerhout, Voorhout, Warmond en Oegstgeest.  Van Haarlem tot buurtschap Halfweg bij Lisse Leidsevaart, ook wel Leidse Trekvaart, geheten en vanaf daar tot de Marepoort Haarlemmertrekvaart.

## Geschiedenis
Vanaf 1657 is in zo'n acht maanden met uitsluitend mankracht en paardenkracht een vaarverbinding tussen de Hollandse steden Haarlem en Leiden gegraven, over een afstand van 28,4 kilometer. Met de aanleg werd begonnen op 25 april en de eerste trekschuiten voeren hetzelfde jaar op 1 november 1657 volgens de dienstregeling. Naast de vaart kwam een jaagpad en 14 bruggen werden gebouwd waar de vaart de belangrijke doorgaande wegen doorsneed.
Het hele traject werd onderverdeeld in secties van zo'n 400 meter lang. Deze secties werden aanbesteed en vervolgens gingen de aannemers met hun menskracht aan de slag. In totaal waren er zo'n 1500 mensen bij betrokken die allemaal gelijktijdig aan het werk waren hetgeen de korte tijd die nodig was voor de aanleg verklaart. Verder werd ook gebruik gemaakt van bestaande afwateringskanaaltjes (weteringen) door deze aan te passen. De breedte van de vaart varieert van 15 tot 30 meter en de diepte is ongeveer anderhalve meter. 
Van de vaart werd veel gebruik gemaakt, per dag vertrokken er negen trekschuiten in beide richtingen. De grootste trekschuiten konden 35 passagiers vervoeren. Ze werden getrokken door een paard waarmee de snelheid rond de 7 km/h lag. In het recordjaar 1677 werden tussen beide steden 148.000 passagiers vervoerd en zo'n 15 miljoen passagiers in totaal hebben van de dienst gebruik gemaakt.
In 1804 werd de weg tussen Leiden en Haarlem bestraat en werd het vervoer over land, per rijtuig of diligence, vergemakkelijkt. In 1842 werd een treindienst tussen de steden geopend en niet langer kon de trekschuit concurreren. De laatste trekschuit vertrok in 1860 uit Leiden en daarmee kwam een einde aan de vaardienst.

## Recreatie
Over de lengte van het hele traject zijn veel vaste bruggen. De vaart is dan geschikt voor pleziervaart, maar niet voor te hoge en brede boten. De trekvaart kruist onder andere de Warmonder Leede en via deze rivier is er aansluiting op de Kagerplassen en van daar ook de Ringvaart van de Haarlemmermeerpolder.
Doordat er veel witvis en in het voorjaar karpers zijn, is het water geliefd bij sportvissers.

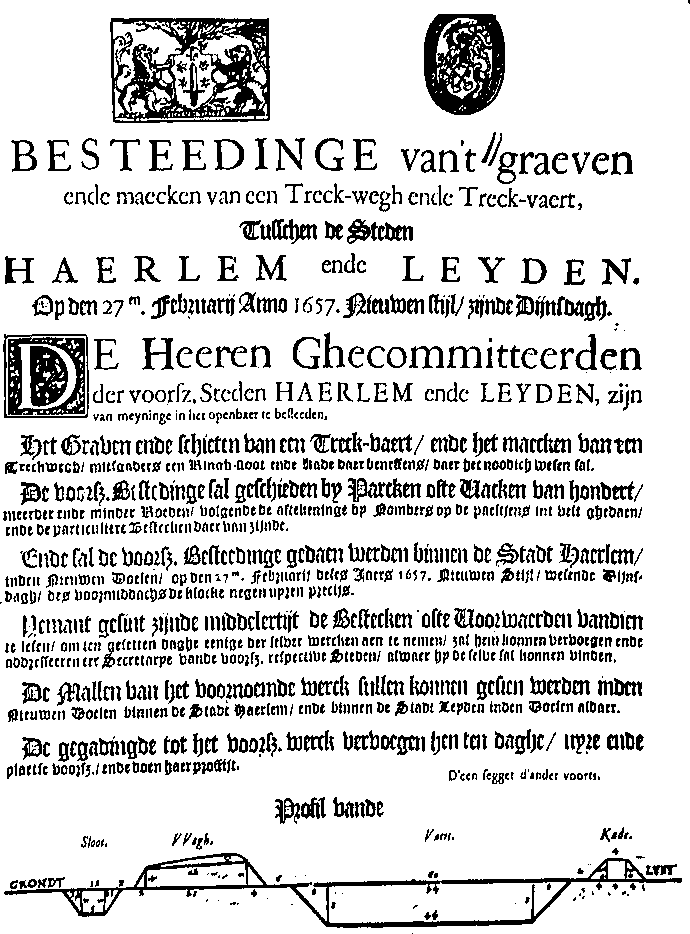
Aanbestedingsdocument van 26 februari 1657
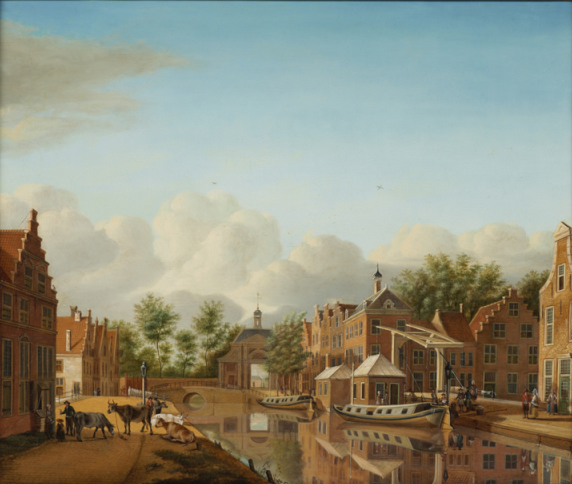
Trekschuiten bij de Marepoort te Leiden. Schilderij door Paulus Constantijn la Fargue, circa 1771.
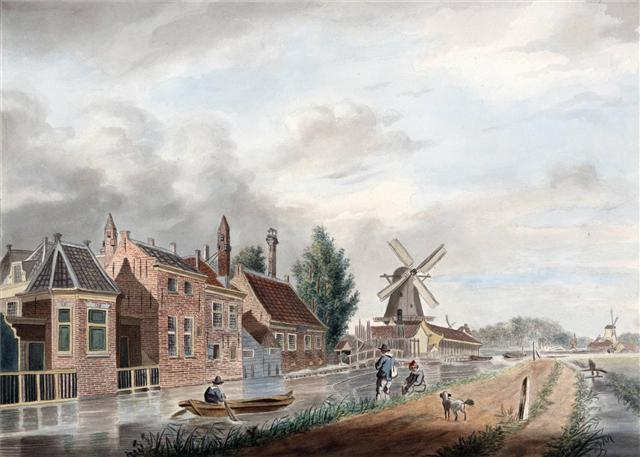
Huizen en molens aan de Maredijk, anno 1830 (S.J.M. Bronsgeest)

## Trivia
Een andere trekvaart met de naam Haarlemmertrekvaart loopt van Amsterdam naar Haarlem.